# Marc Walter
Marc Walter (* 12. Mai 1971 in Marsberg) ist ein deutsch-schweizerischer Arzt für Psychiatrie, Psychosomatische Medizin und Psychotherapie.

## Leben
Marc Walter studierte nach dem Abitur von 1992 bis 1999 an der Georg-August-Universität Göttingen und an der Humboldt-Universität zu Berlin Medizin.
Nach der Promotion 2000 war an der Charité in Berlin und an der Harvard Medical School in Boston wissenschaftlich tätig. Seit 2016 ist er Titularprofessor für Psychiatrie und Psychotherapie an der Universität Basel.
Von 2014 bis 2021 war er als Chefarzt und stellvertretender Klinikdirektor bei den Universitären Psychiatrischen Kliniken (UPK) in Basel tätig. Seit Jahresbeginn 2022 leitet er die Klinik für Psychiatrie und Psychotherapie der Psychiatrischen Dienste Aargau AG (PDAG).
Er ist Vater von zwei Kindern und lebt mit seiner Familie in Riehen (Kanton Basel-Stadt).

## Wissenschaftliche Beiträge
Walters wissenschaftliche Arbeiten umfassen einerseits Beiträge zur Erforschung neurobiologischer Effekte von psychotropen Substanzen und Suchtverhalten und andererseits Beiträge zu psychologischen und psychopathologischen Aspekten der Persönlichkeit sowie deren Behandlungsmöglichkeiten und Therapien.
Er ist Autor und Herausgeber zahlreicher Bücher zu den Themen Persönlichkeitsstörungen, Psychotherapie und Suchtmedizin.
2020 veröffentlichte er zusammen mit Oliver Bilke-Hentsch ein  Buch über Narzissmus. Darin wird der Narzissmus von seinen normalen Ausdrucksformen bis hin zu den schweren narzisstischen Persönlichkeitsstörungen nachgezeichnet und auf den Wandel fokussiert, den der Narzissmus unterworfen ist. Neben schweizerischen Medien berichtete u. a. Der Spiegel darüber.

## Schriften

### Bücher (Auswahl)
- M. Walter, U. E. Lang: Psychiatrische Notfälle. Erstdiagnostik - Erstmassnahmen - Einweisungsrichtlinien. 3. Auflage. ecomed Medizin, München 2022, ISBN 978-3-609-10668-7.
- M. Walter, D. Sollberger, S. Euler: Persönlichkeitsstörung und Sucht. 2. Auflage. Stuttgart, Kohlhammer 2022, ISBN 978-3-17-039754-5.
- C. Benoy, M. Walter (Hrsg.): Zwangsstörung. Grundlagen - Formen - Interventionen. Stuttgart, Kohlhammer 2022, ISBN 978-3-17-038732-4.
- M. Walter, O. Bilke-Hentsch: Narzissmus. Grundlagen - Formen - Interventionen. Stuttgart, Kohlhammer 2020, ISBN 978-3-17-034214-9.
- M. Walter, E. Gouzoulis-Mayfrank (Hrsg.): Psychische Störungen und Suchterkrankungen. Diagnostik und Behandlung von Doppeldiagnosen. 2. Auflage. Stuttgart, Kohlhammer 2019, ISBN 978-3-17-035049-6.
- M. Soyka, A. Batra, A. Heinz, F. Moggi, M. Walter (Hrsg.): Suchtmedizin. Urban & Fischer Verlag, München 2019, ISBN 978-3-437-23021-9.

### Artikel (Auswahl)
- J. Wrege, A. C. Ruocco, D. Carcone, U. E. Lang, A. C. Lee, M. Walter: Facial emotion perception in borderline personality disorder. In: Journal of Affective Disorders. Band 284, 2021, S. 126–135. doi:10.1016/j.jad.2021.01.042
- A. Schmidt, S. Borgwardt, G. A. Wiesbeck, O. Schmid, A. Riecher-Rössler, R. Smieskova, U. E. Lang, M. Walter: Acute effects of heroin on negative emotional processing: relation of amygdala activity and stress-related responses. In: Biological Psychiatry. Band 76, 2014, S. 289–296. doi:10.1016/j.biopsych.2013.10.019
- M. Walter, J. G. Gunderson, M. C. Zanarini, C. Sanislow, C. M. Grilo, T. H. McGlashan, L. C. Morey, S. Yen, R. Stout, A. Skodol: New onsets of substance use disorders in borderline personality disorder over seven years of follow-ups. In: Addiction. Band 204, 2009, S. 97–103. doi:10.1111/j.1360-0443.2008.02413.x